# Озаску
23°32′29″ пд. ш. 46°46′24″ зх. д. / 23.54139° пд. ш. 46.77333° зх. д.
Озаску (порт. Osasco) — місто і муніципалітет в Бразилії, входить до штату Сан-Паулу. Складова частина міської агломерації Великий Сан-Паулу, однойменного мезорегіону та економіко-статистичного мікрорегіону Озаску. Населення становить 728 тис. (на 2022 рік, IBGE). Займає площу 64,954 км². Щільність населення — 11 217,4 осіб/км². Це один з головних міських центрів західної частини агломерації.
До 19 лютого 1962 Озаску був одним з округів міста Сан-Паулу, коли він був винесений у окремий муніципалетет. Також у місті знаходиться центр католицької епархії Озаску.
Озаску був заснований італійцем Антоніо Агу (зараз одна з вулиць міста носить його ім'я), вихідця з комуни Озаско.
З містом Сан-Паулу Озаску сполучають поїзди системи CPTM.

## Уродженці
- Еду Манга (* 1967) — бразильський футболіст.
- Антоні Матеус дус Сантус (* 2000) — бразильський футболіст, нападник.

## Ресурси Інтернету
- Сайт префектури (порт.)
- Osasco, Brazil (англ.)

| Бразилія | Це незавершена стаття з географії Бразилії. Ви можете допомогти проєкту, виправивши або дописавши її. |